# Охотничьи ножи Самсонова
Охотничий нож Самсонова (также кинжал Самсонова, медвежий нож Самсонова, медвежий кинжал Самсонова) — сверхпрочный охотничий нож, который изготовлялся кустарным способом тульским мастером Егором Петровичем Самсоновым с 70-х годов XIX века до 1930 года. Егор Самсонов жил и работал на окраине Тулы, был поставщиком Императорского общества охоты, участником Всемирной и Московской выставок, о чём он с 1898 года свидетельствовал надписью, выбитой на пяте клинков ножей. Ножи, изготовленные Самсоновым, отличались высокой надёжностью и прочностью и пользовались популярностью как в России, так и за рубежом.

## История
Внешний вид ножа Самсонова разработал охотник Михаил Владимирович Андриевский, егермейстер Высочайшего двора (великого князя Николая Николаевича младшего). В 1894 г. им была опубликована статья в журнале «Природа и охота», под названием «По поводу вновь изобретённой механической рогатины князя А. А. Ширинского-Шихматова», где была описана история создания ножа Самсонова:

Самым удобным ножом я считаю нож американской системы, с некоторыми, сделанными мною изменениями. Эти ножи имеют обоюдоострый клинок, заострённый к концу и с кровостоками по бокам, шесть вершков длины (26,7 см), один вершок ширины (4,45 см) и восемь миллиметров толщины. Клинок отделяется от рукоятки стальной перекладиной, концы которой, обращены в разных размеров отвёртки, рукоятка из крепкопородного дерева держится на клинке широким винтом. Носится этот нож на чёрном поясном ремне в деревянных, обтянутых чёрной кожей ножнах, концы которых обделаны воронёной сталью. Размеры ножа и перевес его так рассчитаны, что он весьма удобно держится в руке и им ловко можно рубить, колоть, резать и вспарывать натиском кверху или книзу. Первый такой нож отлично изготовил мне тульский мастер Егор Самсонов, а затем такие ножи стали делать на Златоустовском казённом заводе.

В конце XIX века в России были популярны ножи, произведённые на фабрике «Роджерс» (Joseph Rodgers & Sons Ltd) — крупнейшего завода по производству производителя ножей в Шеффилде. Именно шеффилдский нож типа «боуи», по всей видимости, послужил прототипом ножа Самсонова. В каталоге торгового дома Фальковского подобный нож можно найти под № 358, он описывается как «охотничий нож-кинжал Роджерса, небольшого размера, но с более широким клинком длиною около 5 1/8 дюйма, работа высокого качества».
В 1880—1920 годах вследствие отказа или осечки огнестрельного оружия охотник во время охоты часто оставался один на один с медведем. В таком случае, единственным средством защиты от животного оставался нож, что и обусловило популярность ножа Самсонова-Андриевского. Князь А. А. Ширинский-Шихматов, — известный охотник-медвежатник пишет: «Из охотничьих ножей, годных для медвежьей охоты, по моему мнению, лучший — это нож работы Самсонова в Туле…».
Кроме Самсонова подобные ножи выпускались Златоустовским заводом и продавались в Санкт-петербургском магазине Горного департамента министерства государственных имуществ. Фирма «Шаф и сыновья» в Санкт-Петербурге продавала подобные ножи, возможно из Златоуста. Продавались они и в московских торговых домах. Так, в каталоге Шмахтенберга (1899 г.) представлены «тульские охотничьи кинжалы». В каталоге Бергнарда и К° — «ножи на медведя» № 347 и № 348 — работы Самсонова и «Роджерс» (№ 348). По каталогу Роггена (1913) «ножи медвежьи массивной работы» предлагались «по нумерам — 1, 2 и 3». Длина клинка указана в современном переводе в мм: 192,5; 222,7 и 273 мм. Цена ножа Самсонова по каталогу Бернгарда и К° составляла 13 руб. Для сравнения, цена такого же ножа «Роджерсъ» становила 21 руб. В каталоге Фальковского и Широкоряденко цена ножа Самсонова иного образца — модельного ряда «Диана», в зависимости от размера (номера), становила 10-16 руб. В описаниях ножей Самсонова было указано, что «клинки разрубают монеты», популярная в те времена реклама качества холодного оружия.
Точное количество ножей, выпущенных мастерской Самсонова, неизвестно, по некоторым данным — 3356 штук.

## Конструкция и внешний вид
Сохранившихся ножи Самсонова при длине клинка 22–27 см, имеют ширину 5–5,5 см, толщину 8 мм, длину рукояти 11–12 см, ширину 32 мм, толщину 12 мм. Пазы клинка имеют различную ширину, в большом ноже, со стороны лезвия — 3 см, со стороны фальшлезвия 2,5 см, долик — по грани. Размеры ножа диктовались двумя факторами: широким клинком для нанесения больших ран и асимметричным круто спущенным остриём, для препятствия втыканию острия в кости.
Ножи клеймились надписью: «ВЪ ТУЛѢ ЕГОРЪ САМСОНОВЪ». Слова на клейме могли располагаться и в обратном порядке — «ЕГОРЪ САМСОНОВЪ ВЪ ТУЛѢ», начертание — в одну или две строки. После получения Самсоновым звания почётного члена Императорского общества правильной охоты на выставке 1898 г. , на пяте клинка стали наносить знак общества в форме шестилучевой звезды и надпись — «Поставщикъ ИМПЕРАТ. Общества охоты». Также на клинках могли изображаться и медали других выставок, полученные Самсоновым: выставки 1885 г. в Москве (медаль изображена и аверсом и реверсом), всемирной выставки в Генте 1913 г. (аверс) и выставки 1891 г. в Москве (надпись).

## Технология изготовления
Ножи Самсонова изготовлялись из «английских каретных рессор» — такой же стали. Сохранилось описание технологического процесса изготовления ножа:
«Рессорная сталь отжигалась в кузнечном горне, куда загружался берёзовый или дубовый уголь. Воздух подавался с помощью ручных мехов. Затем раскалённые листы правились на наковальне. Из них ручным слесарным способом заготавливались клинки. После этого все детали подвергались цементации, регенерации, закалке, отпуску и старению. В продолговатую канавку, сделанную в горящем угле горна, закладывались заготовки клинков. Сверху и снизу они засыпались карбюризатором и древесным углём. Всё это нагревалось до 900–925 градусов и выдерживалось в течение 4–5 часов из расчёта, что в 1 час проникновение углерода в деталь происходит на глубину 0,1 мм. После охлаждения заготовки нагревались вновь до 900 градусов, но уже без карбюризатора. В течение трёх часов происходила регенерация цементируемого зерна, то есть равномерное распределение углерода по всей поверхности детали. Затем каждая из них погружалась в ванну с маслом. Наполовину остывшие заготовки выдерживались на воздухе до появления синего цвета, то есть до температуры отпуска в 300–325 градусов. Затем их опять погружали в ванну с маслом, где они окончательно охлаждались, и сразу же их вновь разогревали до температуры 150–175 градусов, выдерживая в таком режиме в течение 12 часов. После охлаждения все детали вытирались ветошью и подвергались окончательной механической обработке. Режущие грани охотничьего ножа доводились оселком».
Технологический процесс изготовления ножа не представляет ничего существенно нового. Секретом Самсонова были температурные режимы закалки и отпуска клинка. При отпуске требуется точное соблюдение температурного режима, и изменение температуры даже на несколько градусов приводит к значительному изменению физических качеств ножа. Так как никаких приборов у Самсонова не было, то температуру он определял по цвету свечения раскалённого металла.

## Попытки воссоздания технологии и позднейшие реплики
- В середине XX века на заводе «Серп и молот» советские специалисты попробовали раскрыть секрет ножа. Был сделан анализ металла, опытная плавка и затем откованы образцы клинков. Однако, повторить прочность клинка не удалось. По словам очевидцев, на заводе «Серп и молот» испытывали несколько клинков работы Самсонова на прочность. Поставленные вертикально под пресс, они ломались при нагрузке больше 14 т.[1]
- В СССР на Тульском оружейном заводе изготовляли реплики ножа Самсонова. Благодаря известности и высокой цене ножей Самсонова, сегодня существует огромное количество подделок[7].
- В настоящее время ООО ПП «Кизляр» выпускается современная реплика ножа Самсонова.[источник не указан 3249 дней][8]